# A három bölcs majom

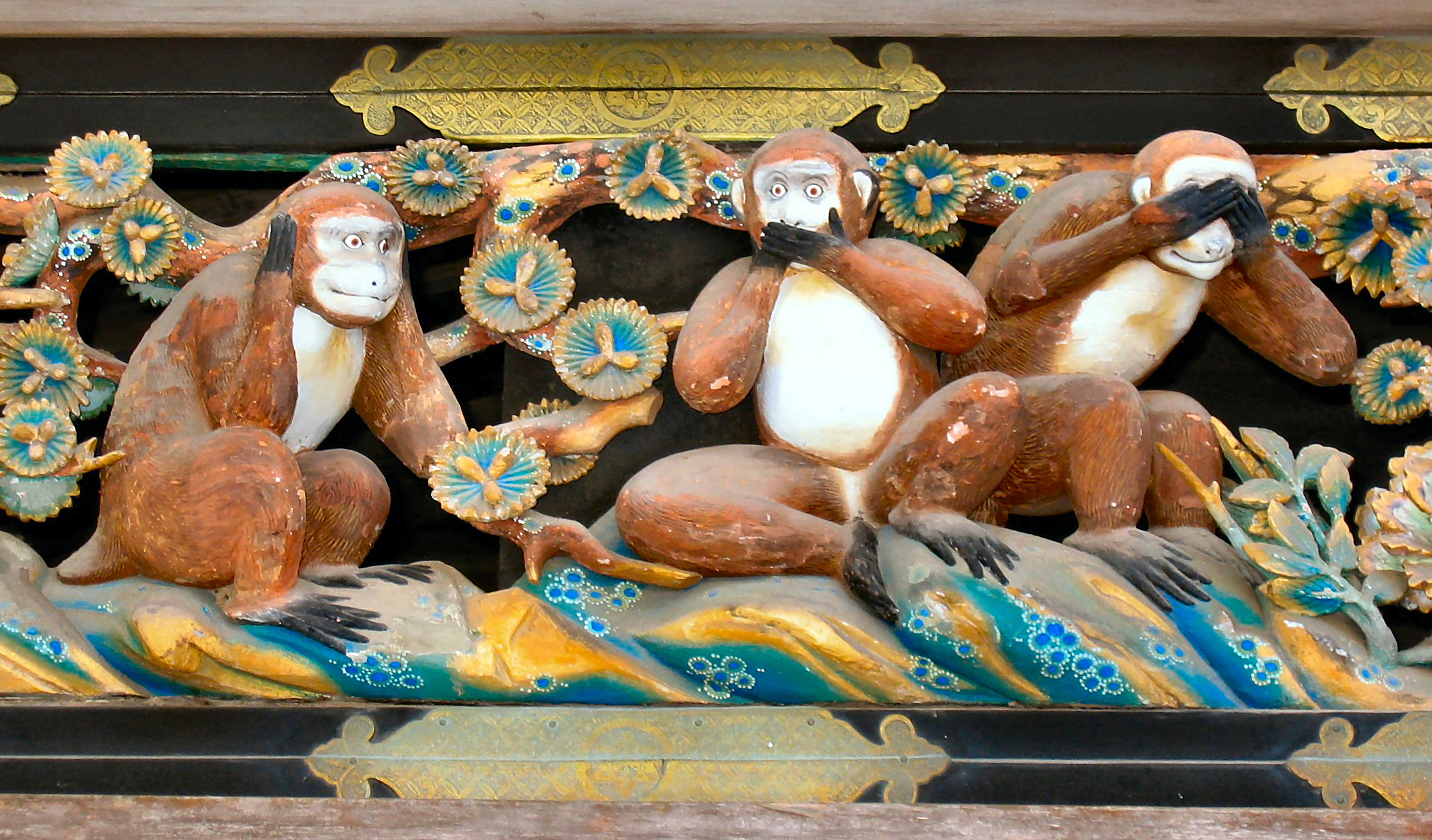
A három bölcs majom Tōshōgū szentély Nikkóban, Japán

A három bölcs majom (japánul : 三猿 hepburn átírással: san'en vagy szanzaru, másképp 三匹の猿 szanbiki no szaru, szó szerint "három majom") néha három misztikus majomként emlegeti a köznyelv. Együtt ők testesítenek meg egy közmondást, „nem lát rosszat, nem hall rosszat és nem beszél rosszat”. Mizaru (見ざる) az egyik majom aki eltakarja a szemét és nem látja a rosszat, Kikazaru (聞かざる) aki eltakarja a füleit így nem hallja a rosszat és Ivazaru (言わざる) aki a száját takarja el, így nem beszél rosszat.

## Eredet

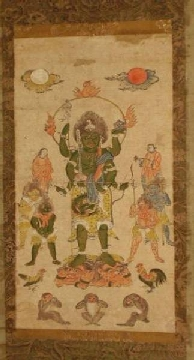
Kósin tekercs a három majomról

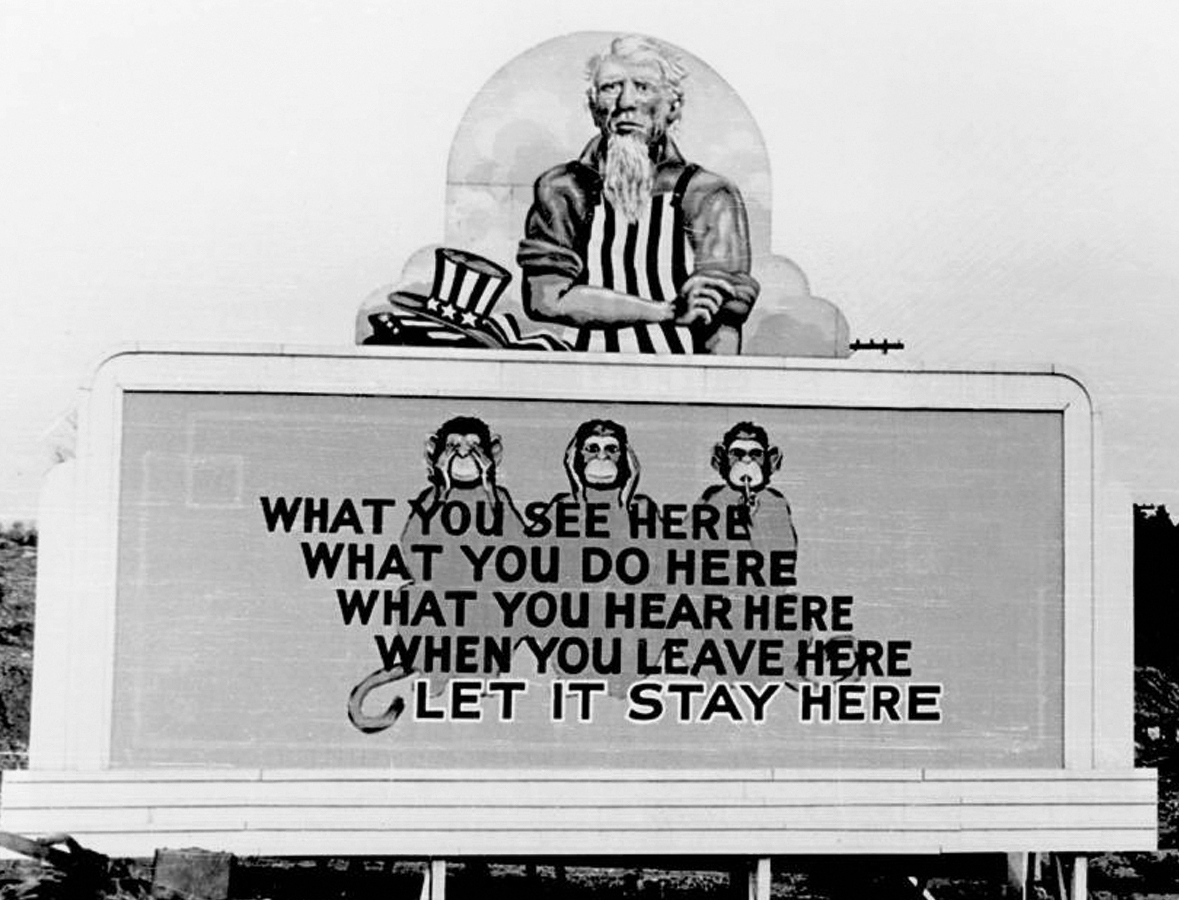
A Manhattan tervben résztvevők plakátja a második világháborúban.

A képi ábrázolás elterjedésének kezdete a 17. századra tehető, mikor a Tósógu templom megnyitotta kapuit Nikkóban. A Tósógu templom metszeteit Hidari Dzsingoro készítette, aki a Konfuciusz magatartási kódexet felhasználva alkotta meg a majmokat, oly módon hogy azok ábrázolják az ember életciklusait. A mű összesen nyolc panelből áll, a majmok a másodikon jelennek meg. A hozzá fűződő filozófia nagy valószínűséggel a Tendai buddhizmussal jött be Kínából Japánba a 8. században ( Nara-kor) .

A három bölcs japán makákó formában jelenik meg, amely egy gyakori faj Japánban.Több különböző jelentést tulajdonítanak a majmoknak, a közmondás szerint a jó gondolat/elme , helyes beszéd és jó cselekedet asszociációi.  A közmondás, egy értelmezése a Beszélgetések és mondások 12. könyvének, szemben áll Konfuciusz  egyik tanítványának Yan Yuan ( másképp Yan Hui) ,az „Erényről” című művével.
「非禮勿視，非禮勿聽，非禮勿言，非禮勿動 」
「fēi lǐ wù shì, fēi lǐ wù tīng, fēi lǐ wù yán, fēi lǐ wù dòng」
„ Look not at what is contrary to propriety; listen not to what is contrary to propriety; speak not what is contrary to propriety; make no movement which is contrary to propriety."
– Konfuciusz : Lun Yu. Beszélgetések és mondások 12. könyv
Valószínűleg ez a mondás lerövidült és leegyszerűsödött mielőtt megjelent Japánban.
Ezt leginkább egy népi hit, a Kósin mintázza, amely a kínai taoizmusból és az ókori sintoizmusból alakult ki. A 10. század végén alapították a Tendai buddhizmus szerzetesei. Jelentős számú monumentális kő szobor található Japán keleti részén, Tokió környéken. A Muromachi korszak késői szakaszában szokássá vált a kő pilléreken a három majom ábrázolása a Kósin hit jegyében.
A klasszikus japán nyelvtanban a ざる (zaru) ( egy cselekvés tagadása) hasonlóan hangzik mint a majom szó (猿, szaru). A kapcsolat a majmok és a morális alapelv között a japánban egy véletlen szójáték eredménye. Az összefüggést tovább erősíti hogy a három majom Mirazaru Kikazaru és Ivazaru a Kósin hit egy részévé vált. A nikkói sintó szentélyben a majmok kivételesen fontos részét képezik a sintó vallásnak. Úgy vélik a majmok hordozzák a Hie sintó szentély üzenetét, ami  szintén a Tendai buddhizmushoz köthető.  Vannak fontos ünnepek, amiket a majom évében ünnepelnek (12 évente ismétlődik ) egy különleges fesztivált pedig a Kósin minden 16. évében rendeznek meg.
A Kósin fesztivált  az év 60. napján tartják. A régi hit szerint Kósin idején a rossz szokásoknak híre megy a mennybe ( értelmetlen tettek elkerülése). Azt gondolták hogy a három misztikus majom , a nem lát, nem hall, nem beszél talán azoknak a tetteknek a megfelelői, amiket valaki rosszul csinál az adott év elmúlt 59 napjában.
A majmokat megfeleltetik még a Szansinak és a Ten-Tei cselekedeteinek avagy nem látja, mondja vagy hallja az ember a rossz dolgokat.  A Szansi  (三尸) a három halott, akik mindenkinek a testében benne lakoznak. A Szansi felel az emberben levő jó és rossz cselekedetek kordában tartásáért.  Minden 60. nap, Kōshin-Machi (庚申待) estéjén, mikor az ember alszik a Szansi elhagyja a testet és elmegy a Ten-Tei-hez (天帝),  a mennyei istenhez, hogy jelentést tegyen az adott ember cselekedeteiről. Ten-Tei ezek után büntetést szab ki a rossz emberre. Megbetegíti, lerövidíti az élet idejét, nagyon extrém esetekben elveszi az illető életét. Azok a hívők, akiknek félnivalójuk van ezeken az estéken, megpróbálnak ébren maradni a kósin napjain. Ez az egyetlen módja annak, hogy megakadályozzák a Szansi kilépését a testből, valamint a tetteikről való beszámolást a Ten-Tei-nek.
Egy antik ábrázolása a „nem lát, nem hall, nem beszél nem tesz” négyesnek megtalálható volt a Zelnik István Délkelet-ázsiai Aranymúzeumban. Ezek az aranyszobrok a 6. és 8. század között keletkeztek.  A szobrok úgy néznek ki mint a törzsi emberek, nem valami precízen kifaragott testtel és erősen hangsúlyos fallikus ábrázolással. Ebből arra lehet következtetni, hogy a filozófiai gyökerek az ókorig nyúlnak vissza.
Nincs rá biztos forrásunk, hogy ez a mondás hogyan és mikor terjedt, Etiópiában a Amhara nyelven van egy mondás, ami nagyon hasonló.

## A közmondás jelentése
Amennyire tisztázatlan a közmondás eredete, annyira zavaros a jelentése is.
- A buddhista hagyomány szerint a mondás egy tanítás a rossz gondolatról való elmélkedésről.
- A nyugati világban a mondás és a kép gyakran a morális felelősség visszautasításaként jelenik meg, azok között akik nem látják be hibáikat, tudatlannak tettetik magukat.
- Néhány esetben jelenthet némaságot bizonyos bandákban, szervezett bűnszervezetekben.

## A három majom megjelenése a művészetben
Egy híres három majom motívum készült a 17 században , amely megtalálható Japán főszigetének egyik városában, Nikkóban közel 140 km-re Tokiótól. Egy korábban jelentéktelen épület– a szent lovak egykori istállójának – a homlokzatán  a Tósógu szentély területén található.

## Jelentésváltozás Keleten
Miközben a három majom Japánban a „rossz út figyelmen kívül hagyása” jelentést kapta, keleten korábban a „rossz dolgok be nem vallása”-ként lett értelmezve. Ennek a negatív jelentésváltozásnak köszönhetően a három majmot gyakran a polgári bátorság, illetve e feltétel nélküli hűség hiányának példájának tekintik. Wolfgang Mieder felhívja a figyelmet Lutz Röhrich 1957-es cikkére a Fabula-folyóiratban. Ebben megpróbál Archer Taylor egy kontextust teremteni a –  kora 14. században Angliában a Gesta Romanorumban lejegyzett- középkori latin mondásból. Röhrich azon a véleményen van, hogy ez egy bonyolult hagyománytörténet, mely során a japán és az ismert európai változat az idő során átfedésbe került. Az első angol nyelvű utazók, akik a Három Majom Kóshin szentély köveit részletesen leírták, már 1884-ben megjelentek. Először 1901-től majd vázlatokkal  Basil Hall Chamberlain , Handbook for Travellers in Japan című könyvében. Rettentő gyorsan terjedt  Nikkótól Mekkáig, majd a nyugati turisták és a különböző ajándéktárgyaknak köszönhetően szerte a világban . Az eredeti vallási tartalmát egyre inkább elveszítette, egy 1927-es  angol postai katalógusból egyértelművé válik akkori értelmezése „ Ne szólj rosszat, ne láss rosszat, ne hallj rosszat.” Laut Mieder szerint a három majom csak a második világháború után került be először Németországba, közvetlen Japánból származtatták, így a modern angol lingua franca nélkül magyarázatot nyer hogy a német változatban ami a „ Nem lát, nem hal, nem beszél” eredetileg miért nem szerepel a „gonosz” szó úgy mint az angolban.

## Variációik
Van amikor négy majom van ábrázolva, Sizaru a negyedik, aki a „nem tesz rosszat” erkölcsi tanítás megtestesítőjeként jelenik meg. Általában keresztbe tett kézfejeivel takarja el nemi szervét. Egy másik variációja a négy majom ábrázolásának amikor a negyedik majom eltakarja az orrát, hogy ne érezze a bűzt, azaz  „ ne szagolja a gonoszt”. 

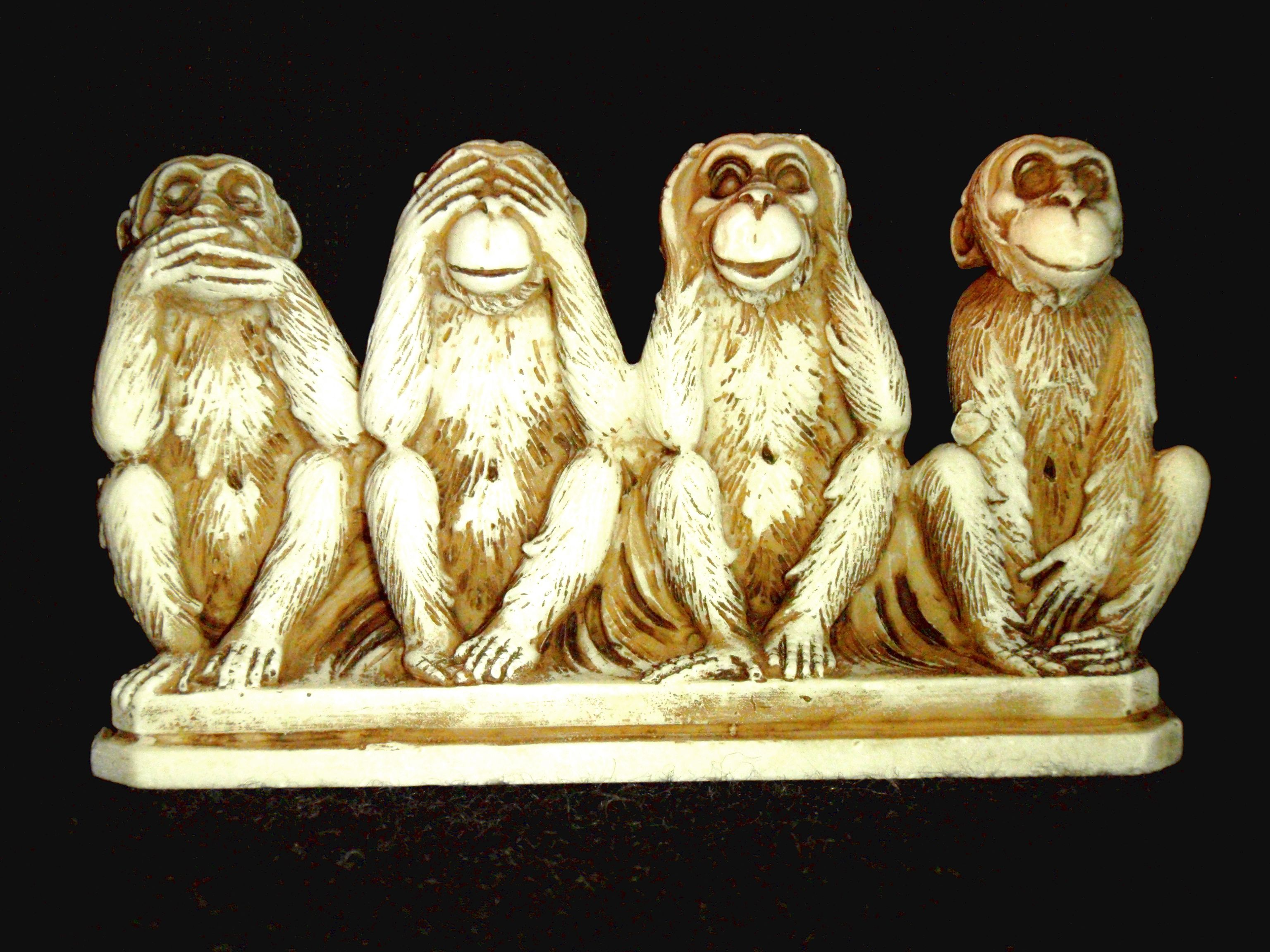
A négy majom

Radzsnís, közismert nevén Oso nevéhez fűződik, hogy a majmok szimbolikáját az antik hindu hagyományból teremtve  a buddhista szerzetesek elterjesztették szerte Ázsiában. Az eredeti hindu és buddhista változatban 4 majom szerepel és a negyedik eltakarja a nemi szervét. A buddhisták szerint ez a „ ne tégy semmi rosszat” ábrázolja. A hinduizmusban ez egy teljesen más jelentést kapott, eltérően a jól ismert buddhista változattól. Itt inkább azt az üzenetet hordozza a negyedik majom, hogy „ Rejtsd el az örömödet. Rejtsd el az élvezeteidet és ne mutasd meg senki másnak”
Radzsnís újraértelmezte a majmok jelentését. Az első majom a „ ne hallgass az igazságra, mert az csak megzavarja a megnyugtató hazugságot". A második majom a „ne nézz az igazságra, különben az istened halott lesz és eltűnik a mennyországod és a poklod is”. A harmadik majom „ ne mondj igazat, különben elutasít, megmérgez, megkínoz a tudatlan emberek tömege. Elítéltetsz, ne beszélj igazat!” A negyedik majom „ Tartsd a vágyaidat, az élvezeteidet rejtve. Ne engedd senkinek hogy tudja, hogy egy vidám, szerencsés, elragadtatott ember vagy, mert tönkre fogják tenni az életedet. Ez veszélyes!”

## Kulturális hatás
A három majom közmondás Ázsián keresztül jutott be Európába. Motívumokként jelentek meg képeken, mint például  Keiszai Eiszen ukjo-e fametszetén, valamint gyakran megjelennek a modern művészetben. Mohandász Karamcsand Gandhinak is volt három kis majom szobra, Bapu, Hetan és Bandar. Ma a legnagyobb ábrázolása a majmoknak Indiában Gudzsarát államban Ahmadábád városában, a Sabarmati Ashramban található. Itt élt Gandhi 1915 és 1930 között, mikor elindította a híres sómenet mozgalmat. Gandhi szobra nagy hatással volt később Subodh Gupta egy 2008-as műremekére amely a Gandhi három majma nevet viseli. Ugyancsak a mondás inspirált egy díjnyertes török filmet, Nuri Bilge Ceylan Három majom (Üç Maymun) című rendezését.

## Hangulatjelek
A majmok megjelentek a modern hangulatjelek között is.
| Mizaru                | Kikazaru             | Iwazaru               |
| --------------------- | -------------------- | --------------------- |
| 🙈                    | 🙉                   | 🙊                    |
| Szemét eltakaró majom | Fülét eltakaró majom | Száját eltakaró majom |
| SEE-NO-EVIL MONKEY    | HEAR-NO-EVIL MONKEY  | SPEAK-NO-EVIL MONKEY  |
| 1F648                 | 1F649                | 1F64A                 |

## Fogadtatás
A három majom képét humán körvonalak formájában az amerikai művész, Keith Haring az 1980-as évek végén és az 1990-es évek elején. Több támogatást szeretett volna ezzel a civilektől az AIDS elleni küzdelemmel kapcsolatban.

## Filmekben
- Sky lovers -egy kínai film egy vakról, egy süketnémáról és egy analfabétáról.
- A Casino Royalban (1967-es James Bond)
- Puppe, Icke und der Dicke-ben, egy német film, amely 2011-ben jelent meg és Felix Stienz rendezte. Ez a történet egy vakról, egy némáról és egy nagyon alacsony férfiról szól, mi a három majomhoz hasonlítja őket.
- A Majmok bolygójában. 1968, Franklin J. Schaffner filmje. Taylor műsora (nem egyértelmű a szó jelentése, hogy mi történik a filmben. Kísérlet, előadás, megpróbáltatás vagy valami efféle) a 3 zsűri ezt a pozíciót veszi fel.
- A Babes in Toyland-ban. Toby Bluth, Charles Grosvenor és Paul Sabella filmje, 1997-ből. Itt 3 majom egy focilabdát csomagol a játékgyári dal alatt.
- A Rio-ban, 3 selyemmajom a félelmetes Hector előtt megrémül és akkor veszik fel ezt a híres pózt.
- A  Saw 3D : Chapitre final-ban, Bobby Dagen tesztjei a három majom szabályára épül. Nina egy olyan csapdába esik, ami némává téve öli meg, Susan egy olyan csapdába esik, mi vakká téve öli meg és Gale-nek a hallását kell használnia a saját csapdájában, hogy túléljen.
- A Dracula Untold-ban, a három egy picit megjelenik Dracula kastélyának kápolnájában.
- A The Artist-ban, abban a részben, ahol Georges Valentin rájön, hogy Peppy Miller visszavásárolta javaikat, mik egy árverésen keltek el. Nagyon ragaszkodnak a 3 majmot ábrázoló szoborhoz.
- A Shrek 2-ben, ahol a három kismalac látja a tévében ahogy Shrek-et letartóztatják és ezt a pózt veszik fel.
- A La Dame en noir-ban
- Jó barátok- 1. évad 21. rész Ross, Chandler és Joey a kanapén ülve felveszik ezt a pózt.
- Lucky Luck- titkos bázisba megy, ahol a zászló a három majmot ábrázolja.
- Charmed- egy epizód rájuk van építve, a három lánytestvér meg vannak fosztva a hallástól, látástól és beszédtől. Spirou et Fantasio – egy részben a 3 majom amit Gaston és Fantasio adtak ezt a pózt veszik fel mikor Spirou leszidja őket.
- Colto Martese Szibériában- egy korrupt kínai uralkodó kérdésére a 3 majom példájával felel ami által megmenekül a haláltól.
- Hunter x Hunter- Saiyuu olyan erővel rendelkezik, mi bevonja a 3 majmot. Ha megérintik a célpontot, befolyásolni tudja a hallásukat, látásukat, hangjukat.
- Blue exocrist- egy fürdőben jelennek meg a majmok.
- Tomb Raider- egy enigma eköré a szimbólum köré épül.
- Grand Theft Auto V- a három főszereplő felveszik ezt a pózt, mikor rájönnek az amerikai kormány titkára. Pokémon- 5. generáció 3 pokémonja a három majmot szimbolizálja.
- Killer 7 – három, a majmok nevét viselő ember segítik a szereplőt.

## Lásd még
- Buddhizmus, Nemes nyolcrétű ösvény: helyes beszéd és tett.
- Zoloasztrianizmus, "jó gondolat, tett, cselekedet"
- Manasa, vacha, karmana szanszkrit szavak az elmére, beszédre  és cselekedetre utal
- Három Vajra , kifejezés a tibeti buddhizmusban az elmére, beszédre  és cselekedetre

## További linkek
- Collector's picture gallery
- Information compiled by collectors
- Monkey(saru)-Kōshin on onmarkproductions.com
- More Information compiled by Collectors Archiválva 2010. augusztus 24-i dátummal a Wayback Machine-ben